# Hildegard Becker-Toussaint

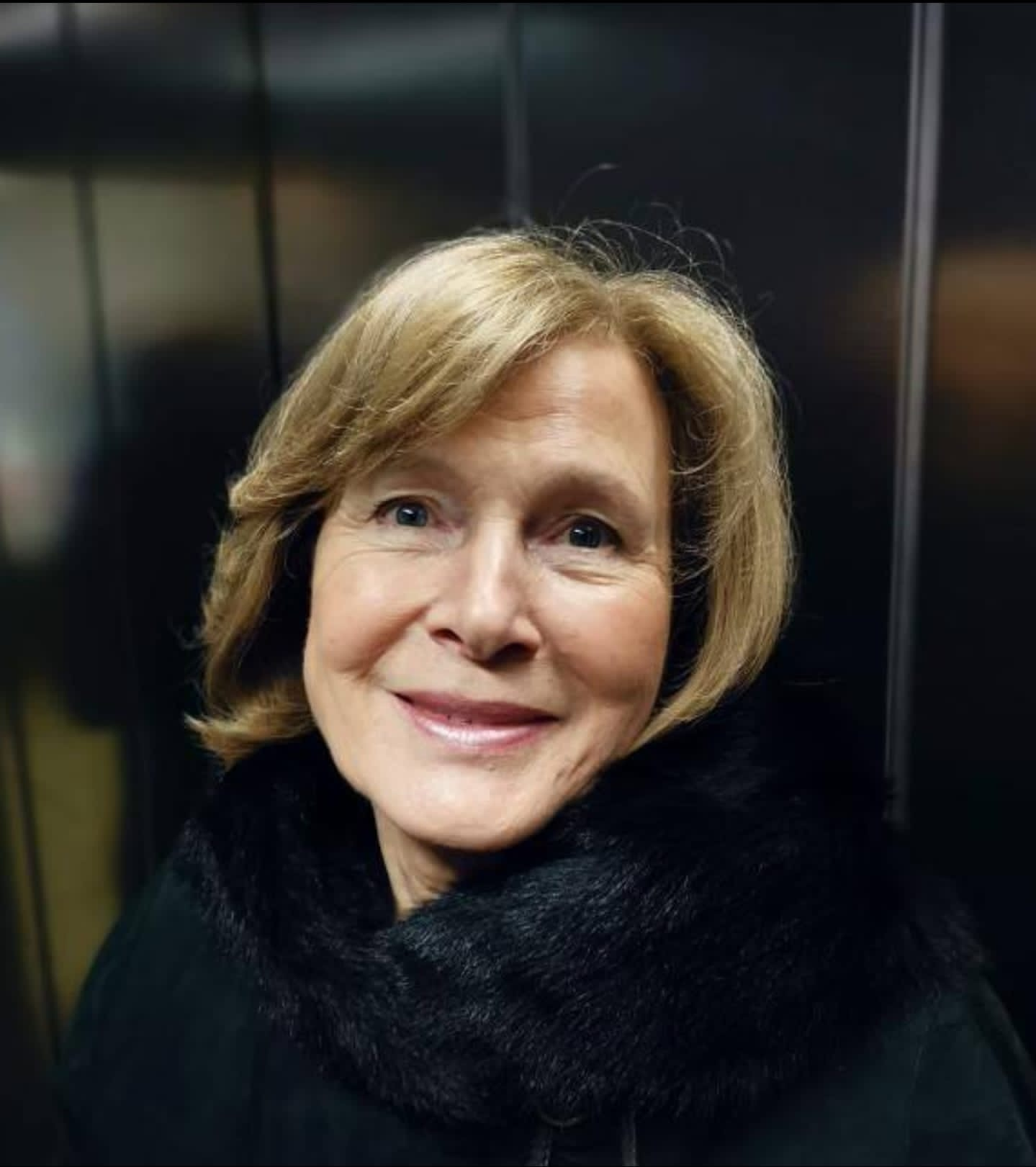
Hildegard Becker-Toussaint

Hildegard Becker-Toussaint (* 2. September 1944) ist eine deutsche Juristin und war von 1994 bis 2009 Leitende Oberstaatsanwältin und Pressesprecherin bei der Generalstaatsanwaltschaft Frankfurt am Main.

## Werdegang
Becker-Toussaint studierte Rechtswissenschaften und Soziologie in Frankfurt am Main und in Berlin. Nach ihrem ersten Staatsexamen, das sie in Frankfurt ablegte, studierte sie für ein Jahr an der Georgetown University in Washington, D.C.; das zweite juristische Staatsexamen folgte 1974, ebenfalls in Frankfurt. Von 1975 an übte Becker-Toussaint verschiedene Tätigkeiten im Justizdienst aus: als Staatsanwältin, Richterin in Zivil- und Strafsachen, als Fortbildungsreferentin im hessischen Ministerium der Justiz, als Wissenschaftlerin für das Bundesministerium der Justiz. Bis 1994 war sie Frauenbeauftragte des Hessischen Ministeriums der Justiz. Von 1994 bis 2009 wirkte sie in der Position einer Leitenden Oberstaatsanwältin als Abteilungsleiterin und Pressesprecherin bei der Generalstaatsanwaltschaft Frankfurt.
Nach ihrem Ausscheiden aus dem Staatsdienst wechselte Becker-Toussaint in die Wirtschaft, Zwischen 2009 und 2016 war sie beim Frankfurt Institute for Advanced Studies (FIAS) Referentin für Öffentlichkeitsarbeit. Seit 2017 ist sie als Ombudsfrau bei der Samson AG tätig und in deren AGG-Beschwerdestelle. Seit 2021 ist sie Ombudsfrau der Frankfurter Allgemeinen Zeitung.
In 2016 initiierte Becker-Toussaint als Gründungsmitglied den gemeinnützigen Verein „Hilfe für Helfer e.V.“ in Frankfurt, der sich zum Ziel gesetzt hat, Polizisten, Feuerwehrleuten, Soldaten und Sanitätern materiell und ideell zu helfen, die in ihrem Einsatz zu Schaden kamen.
Becker-Toussaint ist Mitglied im Deutschen Juristinnenbund und war dort einige Jahre Vorstandsmitglied. Sie hat zahlreiche Fachbeiträge veröffentlicht, u. a. zu dem Thema Öffentlichkeitsarbeit der Justiz. Des Weiteren hält sie Vorträge zum Umgang von Unternehmen mit der Strafjustiz. 2015 war sie Mitautorin des Sachbuchs „Briefe an junge Juristen“ Hilmar Hoffmann widmete ihr in seinem Buch „Frankfurts starke Frauen“ ein Kapitel.
Becker-Toussaint ist verheiratet und Mutter eines erwachsenen Sohnes.

## Auszeichnungen
Hildegard Becker-Toussaint ist Trägerin des Hessischen Verdienstordens sowie des Bundesverdienstkreuzes.